# Jadwiga Umińska
Jadwiga Umińska (ur. 28 lutego 1900 w Warszawie, zm. 10 maja 1983) – polska malarka, graficzka i ilustratorka. Uczestniczka Olimpijskiego Konkursu Sztuki i Literatury w 1932 roku. 

## Życiorys
Córka Teodora i Stanisławy Czeczot. Ukończyła Siedmioklasową Szkołę Handlową Żeńską Teodory Raczkowskiej. Po zdaniu matury w 1917 roku przez roku studiowała w prywatnej Szkole Sztuk Pięknych w Warszawie, a od 1923 roku kontynuowała naukę w szkole państwowej. Studia ukończyła w 1927 roku. Po II wojnie światowej mieszkała w Krakowie i należała do Grupy Krakowskiej II. W 1948 roku wzięła udział w I Międzynarodowej Wystawie Sztuki Nowoczesnej w Krakowie. Żona Wacława Barona.

## Twórczość
W 1931 roku wzięła udział w konkursie prac na Olimpijski Konkurs Sztuki i Literatury 1932 organizowanym przez Ministerstwo Wyznań Religijnych i Oświecenia Publicznego i jej praca Boks zajęła pierwsze miejsce. Jury konkursowe Olimpijskiego Konkursu nie przyznało jej jednak żadnej nagrody. Oprócz prac malarskich i graficznych projektowała kostiumy do Opery Warszawskiej. Podczas powstania warszawskiego, w którym wzięła czynny udział, wykonała cykl rysunków powstańców i ruin miasta. Po wojnie pracowała jako ilustratorka książek, współpracując z takimi wydawnictwami jak Wydawnictwo Literackie, Czytelnik, Nasza Księgarnia i inne. Została pochowana na cmentarzu Rakowickim w Krakowie (kwatera AA-wsch.-8).

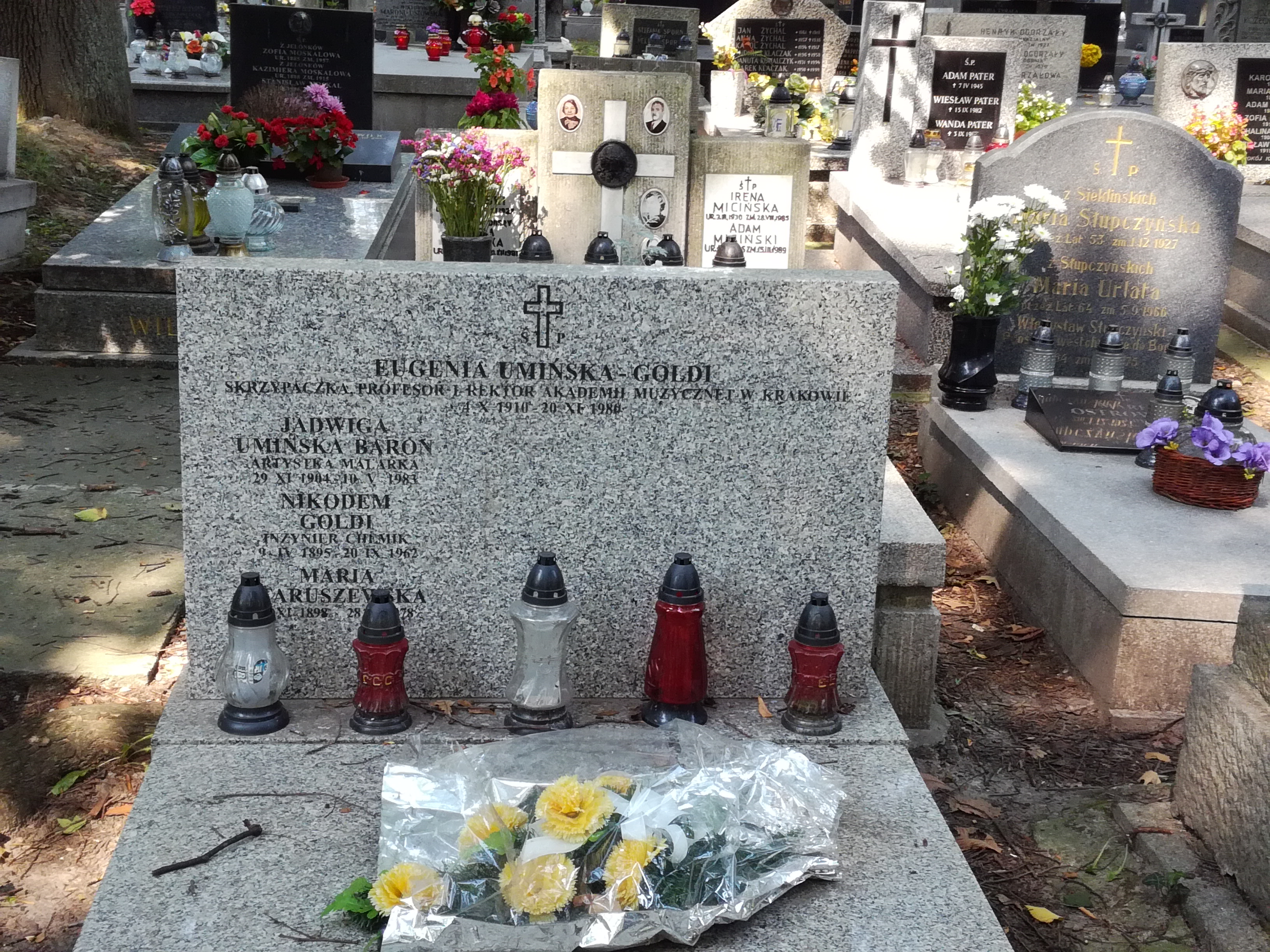
Grób Eugenii i Jadwigi Umińskiej na cmentarzu Rakowickim